# Middlesex
För andra betydelser, se Middlesex (olika betydelser).

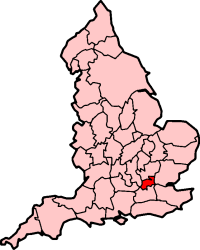
Middlesex på en karta över Englands traditionella grevskap.

Middlesex är ett traditionellt engelskt grevskap. När landsting (county councils) introducerades i England 1889 överfördes en del av grevskapet till grevskapet London, medan resten (förutom socknen Monken Hadley som överfördes till Hertfordshire) fick ett eget landsting (Middlesex County Council). 
När det administrativa området Storlondon (Greater London) bildades 1965 införlivades nästan hela Middlesex med detta område, så när som på ett par mindre områden som införlivades med Surrey respektive Hertfordshire.
Idag saknar grevskapet officiell eller administrativ betydelse, men orter i grevskapet har ändå Middlesex som postadress. Middlesex är också namnet på ett lokalt cricketlag.
Pinner, sångaren Elton Johns födelseort, är ett exempel på en ort i det tidigare Middlesex som numera ingår i Storlondon.